# Wei od Qija
Wei od Qija (kineski: 齊威王; Qí Wēi Wáng) bio je kralj drevne kineske države Qi. Bio je prvi kralj te države, premda ne i prvi vladar.
Rođen je oko 378. prije nove ere kao plemić Tian Yinqi (田因齊). Otac mu je bio vojvoda Huan II. od Qija. Majka mu je bila Huanova nepoznata žena.
Wei je bio snažan vladar te je u njegovo doba Qi bio jedna od najsnažnijih država na prostoru današnje Kine.

## Djeca
- Xuan od Qija (kralj)
- Tian Ying (田嬰), otac lorda Mengchanga[4]

| Prethodnik:                | kralj Qija | Nasljednik: |
| Huan II. od Qija (vojvoda) | kralj Qija | Min od Qija |